# Mystrocnemis allardi
Mystrocnemis allardi là một loài bọ cánh cứng trong họ Cerambycidae.